# Vertrag von Żurawno

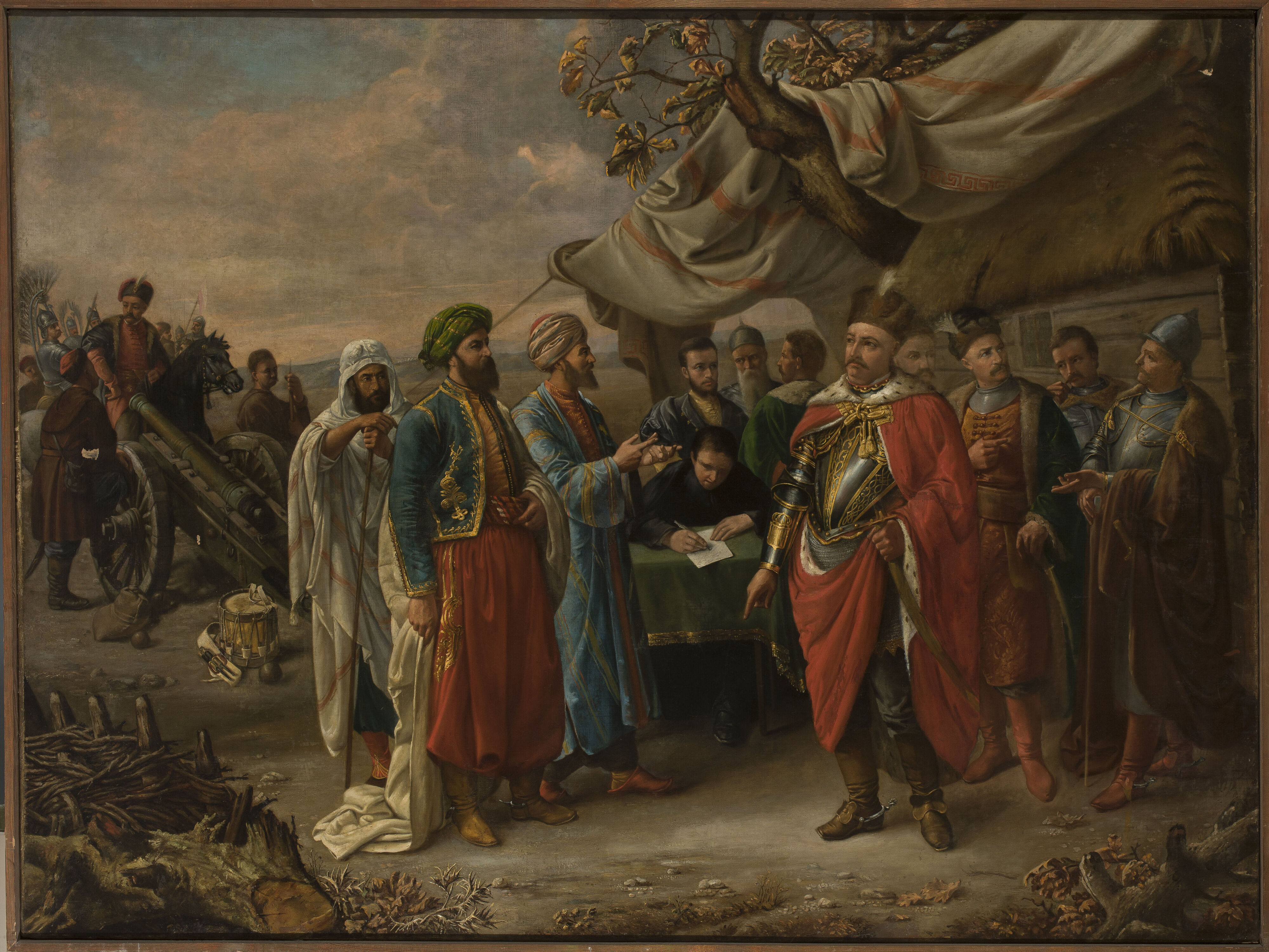
Vertrag von Żurawno von Roman Postemski

Der Vertrag von Żurawno war ein Waffenstillstandsabkommen zwischen Polen-Litauen auf der einen Seite und dem Osmanischen Reich auf der anderen. Das Vertragswerk wurde am 17. Oktober 1676 in der galizischen Ortschaft Żurawno geschlossen und beendete formell den Osmanisch-Polnischen Krieg von 1672–1676.
Der Vertrag bestätigte bis auf wenige Grenzkorrekturen die territorialen Gewinne des Osmanischen Reiches, wie sie im Vorfrieden von Buczacz 1672 festgehalten worden waren. Podolien mit Kamieniec Podolski verblieb in den Händen der Hohen Pforte, dafür verzichtete der türkische Sultan auf jährliche Tributzahlungen in Höhe von 22.000 Złoty. Der polnische König hingegen errang einen Frieden von fast 7 Jahren, der ihm die Möglichkeit gab sich auf die inneren Reformen der nach fast 30 Jahren (1648–1676) von Kriegen und Konflikten völlig zerrütteten Rzeczpospolita zu konzentrieren.
Das Waffenstillstandsabkommen fand seine völkerrechtliche Anerkennung im Vertrag von Istanbul des Jahres 1678.